# Prasinocyma delicata
Prasinocyma delicata là một loài bướm đêm trong họ Geometridae.